# Schaatsen op de Olympische Winterspelen 2018 - 1000 meter vrouwen
De 1000 meter vrouwen op de Olympische Winterspelen 2018 in Pyeongchang werd op woensdag 14 februari 2018 in de Gangneung Science Oval in Gangneung, Zuid-Korea verreden.

## Tijdschema
| Datum       | Lokale tijd | MET   |
| ----------- | ----------- | ----- |
| 14 februari | 19:00       | 11:00 |

## Records
Records voor aanvang van de Spelen in 2018. 
| Titelhouder      | Zhang Hong      | CHN | 1.14,02 | Sotsji            |
| Wereldrecord     | Nao Kodaira     | JPN | 1.12,09 | Salt Lake City    |
| Olympisch record | Chris Witty     | USA | 1.13,83 | Salt Lake City    |
| Baanrecord       | Heather Bergsma | USA | 1.13,94 | WK afstanden 2017 |

## Statistieken

### Uitslag
| Plaats | Naam                       | Land | Tijd     | Verschil |
| ------ | -------------------------- | ---- | -------- | -------- |
| Goud   | Jorien ter Mors            | NED  | 1.13,56  | OR/BR    |
| Zilver | Nao Kodaira                | JPN  | 1.13,82  | + 0,26   |
| Brons  | Miho Takagi                | JPN  | 1.13,98  | + 0,42   |
| 4      | Brittany Bowe              | USA  | 1.14,36  | + 0,80   |
| 5      | Vanessa Herzog             | AUT  | 1.14,47  | + 0,91   |
| 6      | Marrit Leenstra            | NED  | 1.14,85  | + 1,29   |
| 7      | Karolína Erbanová          | CZE  | 1.14,95  | + 1,39   |
| 8      | Heather Richardson-Bergsma | USA  | 1.15,15  | + 1,59   |
| 9      | Ireen Wüst                 | NED  | 1.15,32  | + 1,76   |
| 10     | Ida Njåtun                 | NOR  | 1.15,43  | + 1,87   |
| 11     | Zhang Hong                 | CHN  | 1.15,67  | + 2,11   |
| 12     | Natalia Czerwonka          | POL  | 1.15,77  | + 2,21   |
| 13     | Arisa Go                   | JPN  | 1.15,84  | + 2,28   |
| 14     | Hege Bokko                 | NOR  | 1.15,98  | + 2,42   |
| 15     | Gabriele Hirschbichler     | GER  | 1.16,03  | + 2,47   |
| 16     | Park Seung-hi              | KOR  | 1.16,11  | + 2,55   |
| 17     | Yu Jing                    | CHN  | 1.16,361 | + 2,80   |
| 18     | Kim Hyun-Yung              | KOR  | 1.16,366 | + 2,80   |
| 19     | Nikola Zdráhalová          | CZE  | 1.16,43  | + 2,87   |
| 20     | Huang Yu-ting              | TPE  | 1.16,44  | + 2,88   |
| 21     | Tian Ruining               | CHN  | 1.16,69  | + 3,13   |
| 22     | Angelina Golikova          | OAR  | 1.16,85  | + 3,29   |
| 23     | Kaylin Irvine              | CAN  | 1.16,90  | + 3,34   |
| 24     | Yekaterina Aydova          | KAZ  | 1.17,09  | + 3,53   |
| 25     | Heather McLean             | CAN  | 1.17,25  | + 3,69   |
| 26     | Judith Dannhauer           | GER  | 1.17,41  | + 3,85   |
| 27     | Francesca Bettrone         | ITA  | 1.17,83  | + 4,27   |
| 28     | Jerica Tandiman            | USA  | 1.18,02  | + 4,46   |
| 29     | Karolina Bosiek            | POL  | 1.18,53  | + 4,97   |
| 30     | Yvonne Daldossi            | ITA  | 1.19,33  | + 5,77   |
| 31     | Michelle Uhrig             | GER  | 1.20,81  | + 7,25   |

OR = olympisch record
BR = baanrecord

### Startlijst
| Rit | Binnenbaan             | Buitenbaan                 |
| --- | ---------------------- | -------------------------- |
| 1   | Michelle Uhrig         |                            |
| 2   | Karolina Bosiek        | Nikola Zdráhalová          |
| 3   | Jerica Tandiman        | Fransesca Bettrone         |
| 4   | Ireen Wüst             | Yvonne Daldossi            |
| 5   | Yu Jing                | Judith Dannhauer           |
| 6   | Tian Ruining           | Jekaterina Ajdova          |
| 7   | Kim Hyun-yung          | Ida Njåtun                 |
| 8   | Kaylin Irvine          | Angelina Golikova          |
| 9   | Gabriele Hirschbichler | Park Seung-hi              |
| 10  | Arisa Go               | Heather McLean             |
| 11  | Natalia Czerwonka      | Zhang Hong                 |
| 12  | Jorien ter Mors        | Brittany Bowe              |
| 13  | Hege Bøkko             | Yu-Ting Huang              |
| 14  | Miho Takagi            | Karolína Erbanová          |
| 15  | Vanessa Herzog         | Nao Kodaira                |
| 16  | Marrit Leenstra        | Heather Richardson-Bergsma |

## IJs- en klimaatcondities
| Tijd             | 19:00    | 19:26    | 19:48    | 20:14    |
| Paar             | 1        | 8        | 9        | 16       |
| Luchttemperatuur | 16,5 °C  | 16,5 °C  | 16,5 °C  | 16,6 °C  |
| IJstemperatuur   | -9,5 °C  | -9,6 °C  | -9,4 °C  | -9,5 °C  |
| Luchtvochtigheid | 31%      | 31%      | 31%      | 31%      |
| Luchtdruk        | 1009 hPa | 1009 hPa | 1010 hPa | 1010 hPa |

1932 (d.) · 
1960 · 
1964 · 
1968 · 
1972 · 
1976 · 
1980 · 
1984 · 
1988 · 
1992 · 
1994 · 
1998 · 
2002 · 
2006 · 
2010 · 
2014 · 
2018 ·
2022